# Syrrhopodon sinii
Syrrhopodon sinii là một loài rêu trong họ Calymperaceae. Loài này được Reimers mô tả khoa học đầu tiên năm 1931.